# Робинсон, Кейси
Кейси Робинсон (англ. Casey Robinson; 17 октября 1903[…], Логан, Юта — 6 декабря 1979[…], Сидней) — американский сценарист, автор сценариев экранизаций: кинокритик Ричард Корлисс описал его как «мастера искусства — или ремесла — адаптации».

## Биография
Родился в 1903 году в Логане, штат Юта, сын преподавателя музыки и драматургии Университета Бригама Янга.
Окончил Корнеллский университет, некоторое время преподавал английский язык в средней школе в Бригам-Сити, штат Юта, работал репортёром.
В 1927 году начал карьеру в Голливуде автором титров для немого кино.
В 1933—1934 годах работал сценаристом кинокомпании Paramount, а затем в 1935 году заключил десятилетний контракт с Warner Brothers.
В 1936 году как автор сценария фильма «Одиссея капитана Блада» номинировался на кинопремию «Оскар».
В середине 1940-х годов перешёл сценаристом в киностудию MGM, а затем в 1950-х годах работал сценаристом в 20th Century Fox.
В 1968 году за достижения в написании сценария стал лауреатом Премии «Лавр» Гильдии сценаристов США.
Выйдя на пенсию эмигрировал Австралию (его третья жена была австралийкой), умер в Сиднее в 1979 году в возрасте 76 лет.
Трижды был женат, его второй женой с 1944 года до развода в 1955 году была прима-балерина Тамара Туманова.

## Избранная фильмография
Автор сценариев более 80 фильмов, в том числе:
- 1935 — Одиссея капитана Блада / Captain Blood — по роману Рафаэля Сабатини
- 1937 — Товарищ / Tovarich — по пьесе Роберта Шервуда
- 1938 — Четверо — это банда / Four’s a Crowd — сосценарист
- 1939 — Победить темноту / Dark Victory — по пьесе Джорджа Брюера и Бертрама Блоха
- 1940 — Всё это и небо в придачу / All This, and Heaven Too — по роману Рейчел Филд
- 1942 — Вперёд, путешественник / Now, Voyager — по роману Олив Хиггинс Прути
- 1944 — Дни славы / Days of Glory — автор оригинального сценария, также продюсер
- 1945 — Кукуруза зелена / The Corn Is Green — по пьесе Эмлина Уильямса
- 1952 — Снега Килиманджаро / The Snows of Kilimanjaro — по роману Эрнеста Хеменгуэя
- 1954 — Египтянин — сосценарист
- 1956 — Пока город спит — по роману Чарльза Энстона
- 1975 — Скоби Малоун / Scobie Malone — сосценарист